# Flugdeckkreuzer
Als Flugdeckkreuzer oder Hubschrauberkreuzer wird ein Typ von Kriegsschiffen bezeichnet, der zwar primär dem Einsatz von Flugzeugen und Hubschraubern dient, aber kein durchgehendes Flugdeck hat.

## Geschichte
Zwischen dem Ende des Ersten Weltkrieges und den frühen 1920er-Jahren fanden an Bord von umgebauten Kreuzern die ersten Versuche statt, mit Flugzeugen nicht nur von einem Schiff zu starten, sondern auch darauf zu landen. Beispielhaft hierfür ist die britische Furious. Ihre beiden großen Geschütztürme wurden entfernt und so Platz für ein vorderes Startdeck und ein achteres Landedeck geschaffen. Schornstein und Brückenaufbau blieben aber an ihrem Platz. Gelandete Flugzeuge mussten zum Start (etwas umständlich) nach vorne gebracht werden.

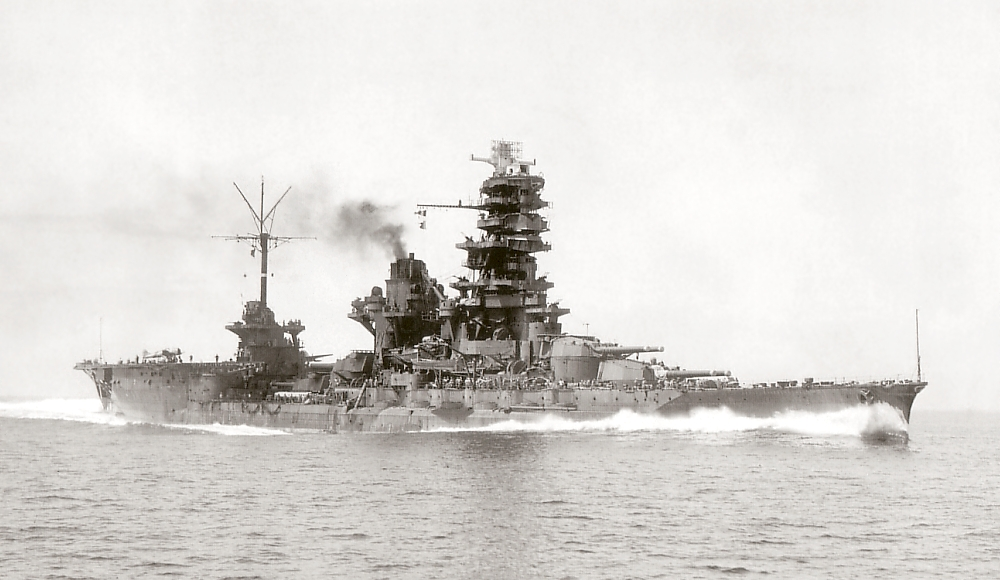
Flugdeckschlachtschiff Hyuga der Ise-Klasse

Im Zweiten Weltkrieg wurden Flugzeuge bei vielen Marinen auch von Kreuzern und Großkampfschiffen mitgeführt, wobei insbesondere die japanische Marine führend war. Diese Entwicklung ging dabei sogar bis zum Halbumbau von Schlachtschiffen zu sogenannten „Hybridflugzeugträgern“. Hier wurden die ursprünglichen Aufbauten und Geschütztürme größtenteils beibehalten, jedoch im Heckbereich anstelle der achteren Turmgruppe ein Flugdeck eingebaut. Es konnten dann bis zu 14 Flugzeuge mitgenommen werden, wie etwa das Beispiel der 1943 umgebauten Ise-Klasse zeigt.

## Gegenwart
Mit der Einführung von Hubschraubern und Senkrechtstartern für den Bordeinsatz auf Kriegsschiffen lebte dieses Konzept im Kalten Krieg wieder auf. Da zum Start keine Katapult-Anlagen nötig sind, kann auf ein durchgehendes Flugdeck verzichtet werden. Der gewonnene Decksraum wird für die Aufstellung von Geschützen und Lenkwaffen-Startern genutzt. Schiffe wie die französische Jeanne d’Arc, die britische Fearless und viele amphibische Unterstützungsschiffe der US-Marine erhielten dadurch ein markantes Aussehen. Aufbautenblock und Waffen sind nach vorn verschoben, während sich nach achtern das ebene Flugdeck mit dem direkt darunter befindlichen Hangardeck anschließt.
Der italienische Flugzeugträger Giuseppe Garibaldi wurde bis 1989 als Flugdeckkreuzer deklariert und als Hubschrauberträger genutzt, da eine Regelung aus der Nachkriegszeit der italienischen Marine verbot, Flugzeuge einzusetzen.

## Russische Flugdeckkreuzer

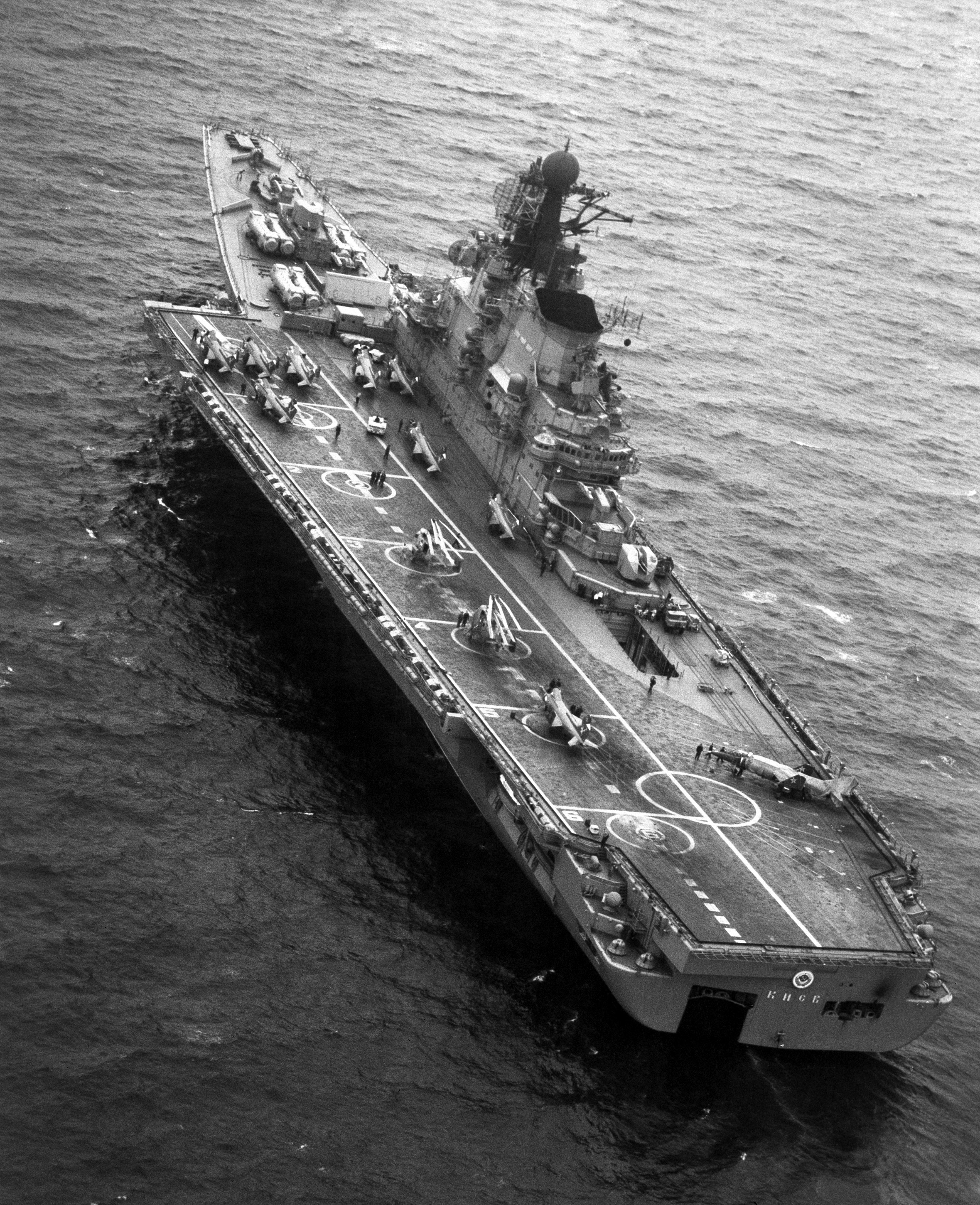
Die Kiew, die Hybridkonstruktion aus Kreuzer und Flugzeugträger ergibt sich durch die schwere Raketenbewaffnung auf dem Vorschiff und dem Flugdeck, das sich nicht über die gesamte Schiffslänge erstreckt, 1985

Die Sowjetunion bzw. Russland bezeichnen ihre Flugzeugträger ebenfalls als Flugdeckkreuzer, obwohl sie ein durchgehendes Flugdeck besitzen. Dies hat zwei Gründe. Zum einen entspricht diese Bezeichnung eher der Bewaffnung und Einsatzdoktrin. Im Gegensatz zu anderen neuzeitlichen Flugzeugträgern besitzen die sowjetischen/russischen Schiffe (Kiew-Klasse, Admiral-Kusnezow-Klasse) eine relativ starke Anti-Schiffs-Bewaffnung. Zum anderen wurden sie so klassifiziert, um ihnen die Durchfahrt durch die Dardanellen und den Bosporus gemäß den Bestimmungen des Vertrags von Montreux zu ermöglichen.